# Валсорда (Савона)
Валсорда је насеље у Италији у округу Савона, региону Лигурија.
Према процени из 2011. у насељу је живело 23 становника. Насеље се налази на надморској висини од 257 м.